# Carlos Eduardo Bezerra Saliba
Carlos Eduardo Bezerra Saliba, também conhecido como apenas Dr. Carlos, (Mafra, 18 de março de 1957 — Mafra, 8 de abril de 2021) foi um médico e político brasileiro, vereador de 1989 a 1992 e prefeito de 1997 a 2000 na cidade de Mafra. 

## Carreira política
Filho do deputado estadual Edmond Jorge José Saliba, foi eleito vereador em sua cidade natal no pleito de 1988, sendo o vereador mais votado daquele ano , concorrendo pelo PFL. Naquele mandato (1989-1992), foi presidente da Câmara Municipal Organizante de Mafra, a qual instalou a Lei Orgânica do Município em 1990.
Concorreu à prefeitura de Mafra nas eleições seguintes, alcançando o segundo lugar (10.279 votos). Em 1996, concorreu novamente à prefeitura de Mafra pelo PPB, elegendo-se o prefeito mais bem votado da história do município, recebendo 14.858 votos, quase o dobro frente ao segundo colocado.
Sua administração foi marcada por incentivos à educação, decretando, entre outras coisas, a criação da Fundação Mafrense de Esportes; criação da Escola Municipal de Ensino Fundamental "São Lourenço"; criação da Escola Municipal de Ensino Fundamental "CAIC Beija Flor"; criação da Implantação de Classes para Alfabetização de Adultos; criação das Escolas Isoladas Municipais; criação da Creche Institucional Faxinal; criação do Pré-escolar "Butiazinho"; criação da Escola Agrícola Municipal "Prefeito José Schultz Filho", além de sancionar leis de importância social como a criação do Programa de Moradia Econômica.
Contrário à reeleição, aposentou-se da carreira política em 2000, ao término do mandato de prefeito, dedicando-se à medicina e agricultura.

## Morte
Em 8 de abril de 2021, aos 64 anos de idade, Carlos Saliba falece de consequências relacionadas ao COVID-19 , sendo decretado luto oficial de três dias no município .